# جوفانا باشيتش
جوفانا باشيتش مواليد 12 مايو 1992 في ستنيي، صربيا والجبل الأسود، هي لاعبة كرة سلة مونتينيغرية. تلعب في الدوري الروماني لكرة السلة للسيدات. لعبت مع نادي بارتيزان لكرة السلة للسيدات في الدوري الصربي لكرة السلة للسيدات.

## الإنجازات
- الدوري الصربي لكرة السلة للسيدات (1): 2015-16

## روابط خارجية
- جوفانا باشيتش على موقع الاتحاد الدولي لكرة السلة (الإنجليزية)
- جوفانا باشيتش على موقع كرة السلة الأوروبية.كوم (الإنجليزية)